# دومینیک متیو
دومینیک جوزف ماتیو  (انگلیسی: Dominique Joseph Mathieu؛ زاده ۱۳ ژوئن ۱۹۶۳) کشیش کاتولیک رومی بلژیکی از مذهب راهبان کهتر کنونتی، و اسقف اعظم منتخب تهران-اصفهان، ایران است. او توسط پاپ فرانسیس در ۷ دسامبر ۲۰۲۴ به عنوان کاردینال انتخاب شد.

## حرفه
دومینیک متیو که اهل لوکزامبورگ بلژیک است، در ۲۱ سالگی وارد فرقه Friars Minor Conventual شد و در ۲۰ سپتامبر ۱۹۸۷ ادای قسم کرد و دو سال بعد کهنوت کشیشی خود را در دم دریافت کرد. وی که از سال ۲۰۱۳ وارد خدمت در شرق و سرزمین مقدس شد.
دومینیک متیو در ۸ ژانویه ۲۰۲۱ توسط پاپ فرانسیس به عنوان اسقف اعظم تهران-اصفهان منصوب شد. یک سال بعد پاپ فرانسیس او را کاردینال و واجد شرایط رای دادن در انتخاب پاپ بعدی کرد. دومینیک ژوزف ماتیو نخستین کاردینالی است که هم‌زمان با خدمت خود در ایران، این عنوان را نیز دارد. در سال ۱۴۰۴ نزدیک به ۲۰۰۰ مسیحی کاتولیک در ایران زندگی می‌کنند.